# 아이난정
아이난정(일본어: 愛南町)은 일본 에히메현 남서단에 있는 미나미우와군의 정이다. 2004년 10월 1일에 미나미우와군의 4정 1촌이 합병해 탄생하였고 정명은 에히메현의 최남단인 데에서 붙여진 것이다. 수산업이 번성하고 진주, 방어, 굴 등의 양식을 실시하고 있다.

## 지리

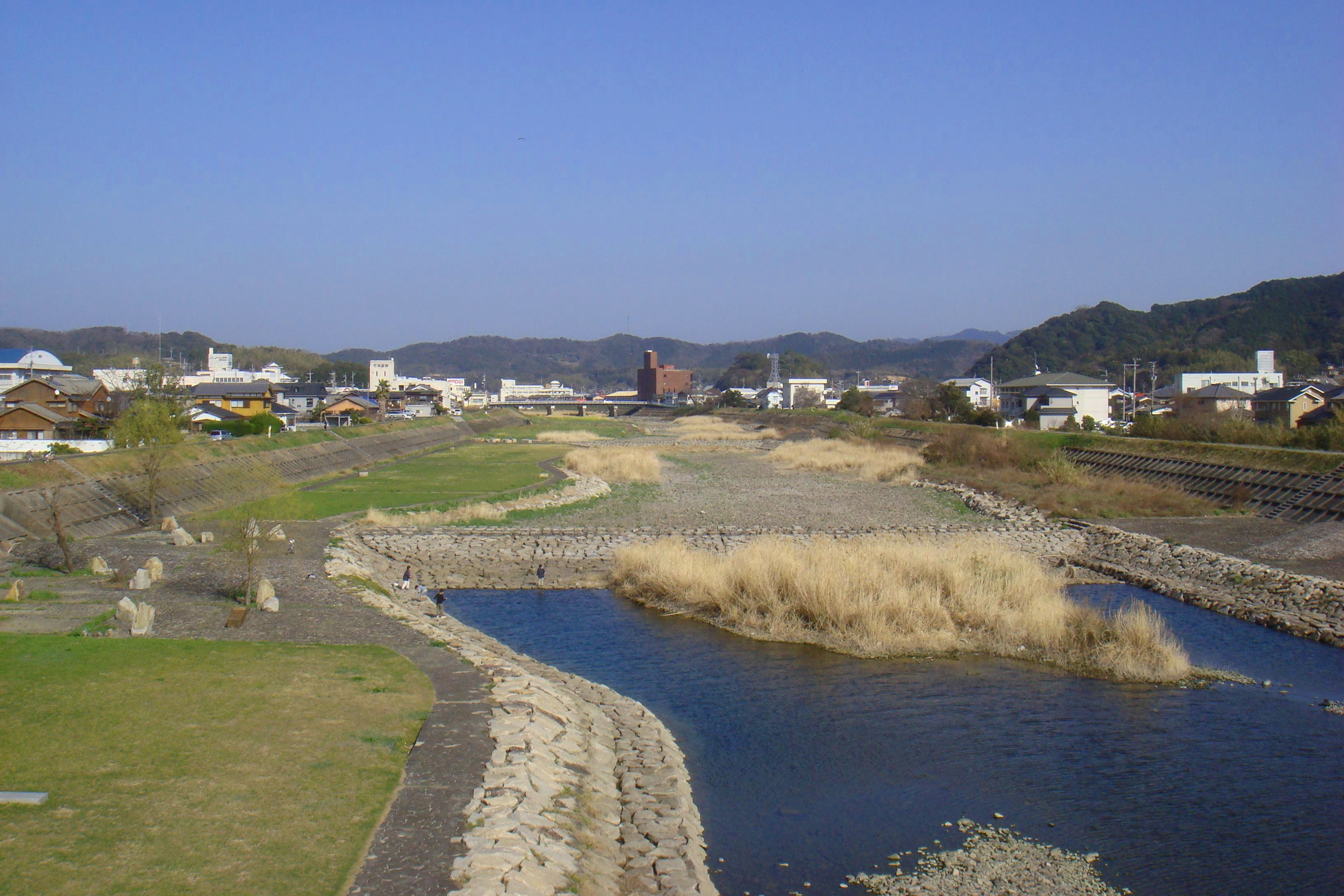
소즈강

에히메현의 최남단이다. 북쪽은 시노산에서 간논다케를 거쳐 유라반도에 이르는 능선으로 쓰시마정(현 우와지마시)과 동쪽은 마쓰다강 지류인 시노강을 사이에 두고 고치현 스쿠모시와 접하고 있다. 서쪽은 우치카이만, 남쪽은 스쿠모만과 접한다.
정역의 대부분을 차지하는 산지가 그대로 바다에 들어가 리아스식의 복잡한 해안선을 가진다. 중앙을 크게 호를 그리듯이 흐르는 소즈강 하구에 평지가 작게 열려 있고 정사무소가 있는 조헨 지구도 여기에 있다. 해안부는 아시즈리우와카이 국립공원의 일부를 이룬다.

### 인접한 자치체
- 에히메현 우와지마시
- 고치현 스쿠모시

## 역사
- 2004년 10월 1일 - 미쇼정, 조헨정, 잇폰마쓰정, 니시우미정, 우치우미촌이 합병해 아이난정이 성립하였다.

## 경제
바다의 혜택을 받는 산업이 중심이며 진주 양식이 활발했을 때는 특히 조개 생산지인 구 우치우미촌이 소득이 높은 마을이었다. 그러나 진주 양식의 부진과 함께 단번에 경제력도 저하되었다. 또 마쓰시타고토부키 전자공업의 공장 폐쇄도 경제에 피해를 주었다.

## 교통

### 도로
- 국도 56호선